# Catedral de San José (Gualeguaychú)
La Catedral de San José o simplemente Catedral de Gualeguaychú es un edificio religioso de Argentina el cual se encuentra en la provincia de Entre Ríos y sirve como la sede de la Diócesis Católica de la ciudad de Gualeguaychú. La diócesis es sufragánea de la Arquidiócesis de Paraná.
La catedral está situada en la calle San José 25. Tiene la forma de una cruz latina y una cúpula octogonal sobre el crucero. De estilo ecléctico, cuenta con hermosas líneas arquitectónicas y tiene una fachada neoclásica con un portal con columnas coronadas por un frontón triangular bajo y flanqueado por dos torres. Cada campanario está coronado con una pequeña cúpula alargada, coronada por una cruz.

## Historia
La piedra fundamental se colocó el 30 de mayo de 1863, bajo el padrinazgo y presencia del entonces gobernador general Justo José de Urquiza, siendo párroco Vicente Martínez. Fue inaugurada y consagrada en 1890 por el párroco Luis N. Palma. Hasta ese entonces no contaba con las actuales torres, las cuáles fueron construidas en 1911 por el constructor Luis Delfino con una altura original de 50 metros de altura con cúpulas piramidales. En 1959 se encontraron fallas en su estructura por lo que se cambiaron y terminaron en 1963 con una altura de 40 metros de altura, siendo hoy las actuales.
Inicialmente, el templo era una iglesia parroquial, pero fue elevada al estatus de Catedral el 29 de junio de 1957, con la creación de la Diócesis de Gualeguaychú mediante la bula "adoranda Quandoquidem" del Papa Pío XII.
La catedral conserva, entre otros tesoros, una imagen de Nuestra Señora del Rosario tallada en 1777 hecha en cedro.

## Reloj
El Reloj data de 1910, es importado de Francia hecho por la casa Prost -Freres. Posee cuatro esferas, cuenta con campanas de bronce para las horas, medias y cuartos. Es totalmente mecánico y se le da cuerda semanalmente.

## Órgano
El órgano de la Catedral fue adquirido por el entonces párroco Pedro Blasón, construido y armado entre 1926 y 1929 por Enrico Vercelli (proveniente de Gozzano, Italia) con la colaboración del ebanista Carlos Sacco. Fue inaugurado el 14 de abril de 1929 por el obispo de la entonces Diócesis de Paraná, Julián Martínez, siendo el primero en interpretarlo el maestro Darío Peretti (oriundo de Concepción del Uruguay). Cuenta con aproximadamente 2200 tubos, un motor eléctrico que infla sus tres fuelles, una consola de tres teclados manuales con una organola (mecánica y funciona con rollos de papel perforados) y es totalmente neumático (mecánico). Fue hecho  íntegramente por Vercelli, excepto el carillón, la organola (de procedencia inglesa) y la consola de tres teclados, que fueron importadas de Alemania fabricados por la casa alemana Laukhuff.
- Consola (posee Cresc de registros, Expresión al II, Expresión al III y pedalines de diferentes combinaciones y registros)

- Teclados Manuales:

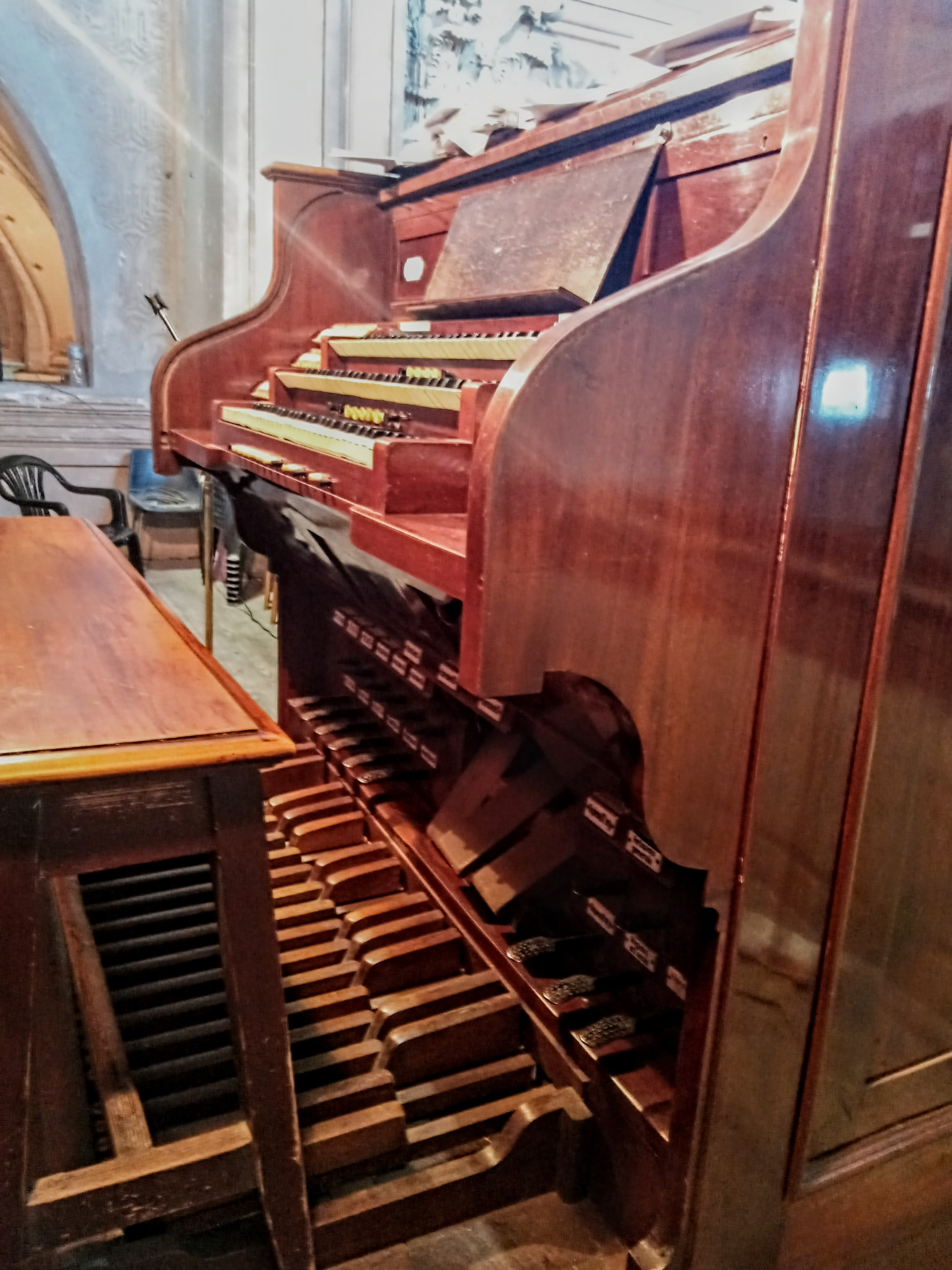
- Consola del órgano

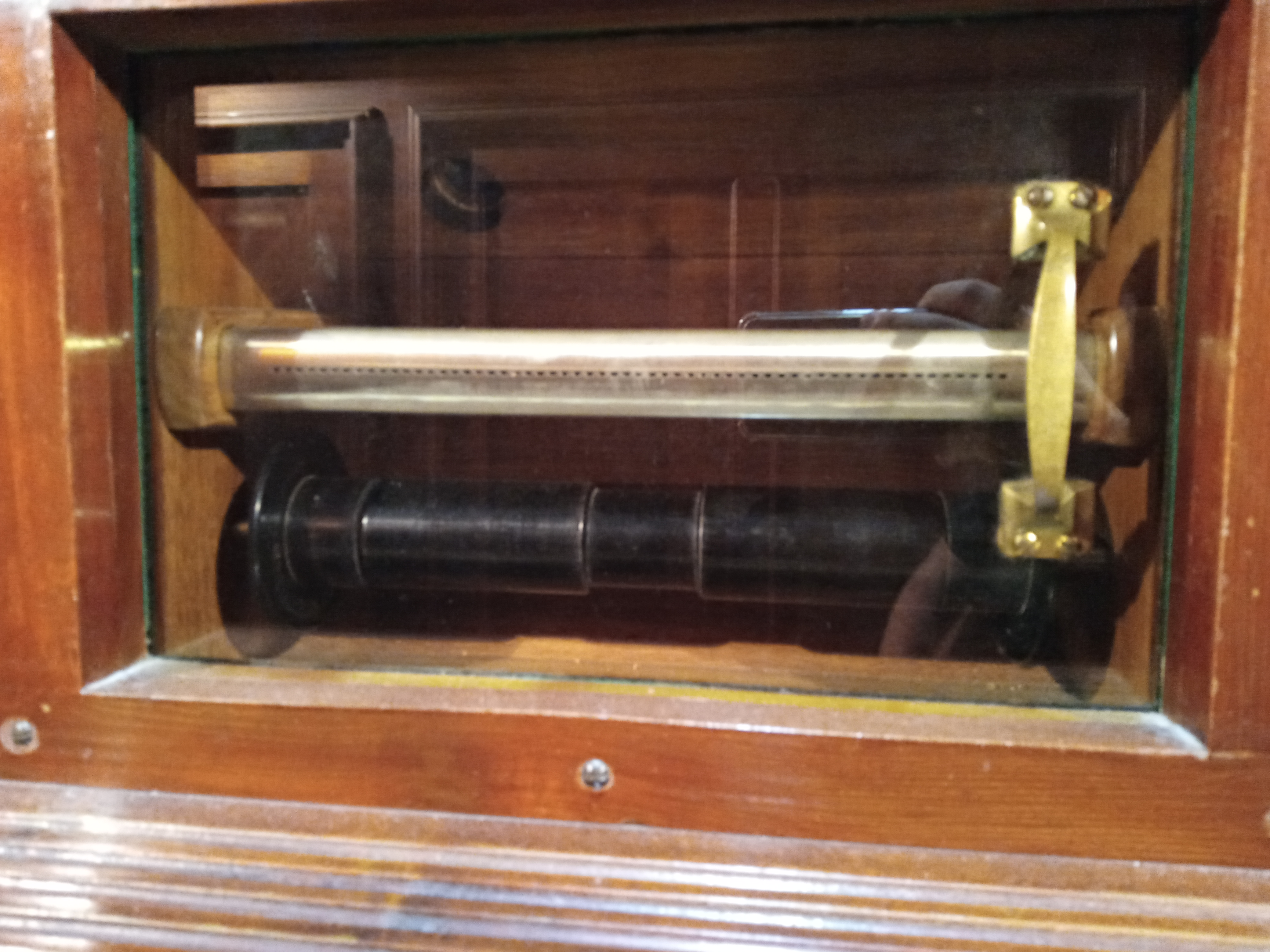
- Organola mecánica de la consola

- Gran Órgano(I): Principale 16p, Bordone 16p, Principale 8p, Dulciana 8p, Unda Maris 8p, Flauto 8p, Flauto 4p, Ottava 4p (principal 4p), Duodécima (principal de dos octavas y una quinta), Quintadecima (principal 2p), Ripieno 7 file, Tromba 8p ,Sub y Super octava.
- Positivo(II): Contra Gamba 16p, Bordone 8p, Viola Gamba 8p, Concierto Viole 8p, Principale Dolce 8p, Ripieno 5 file, Nazzardo 2 2/3, Oboe 8p, Sub y Super octava.
- Expresivo(III): Trémolo (efecto sonoro), Voce Corale 8p,Eolina 4p, Clarinete 8p, Voce Celeste 8p, Salicionale 8p.
- Pedalera: Contra Basso 16p, Bordone 16p, Violonchelo 8p.
- Acoples:
- Pedalera: I al pedal, II al pedal, III al pedal.
- Gran Órgano :II al I, III al I, Acoupp di Bassi.

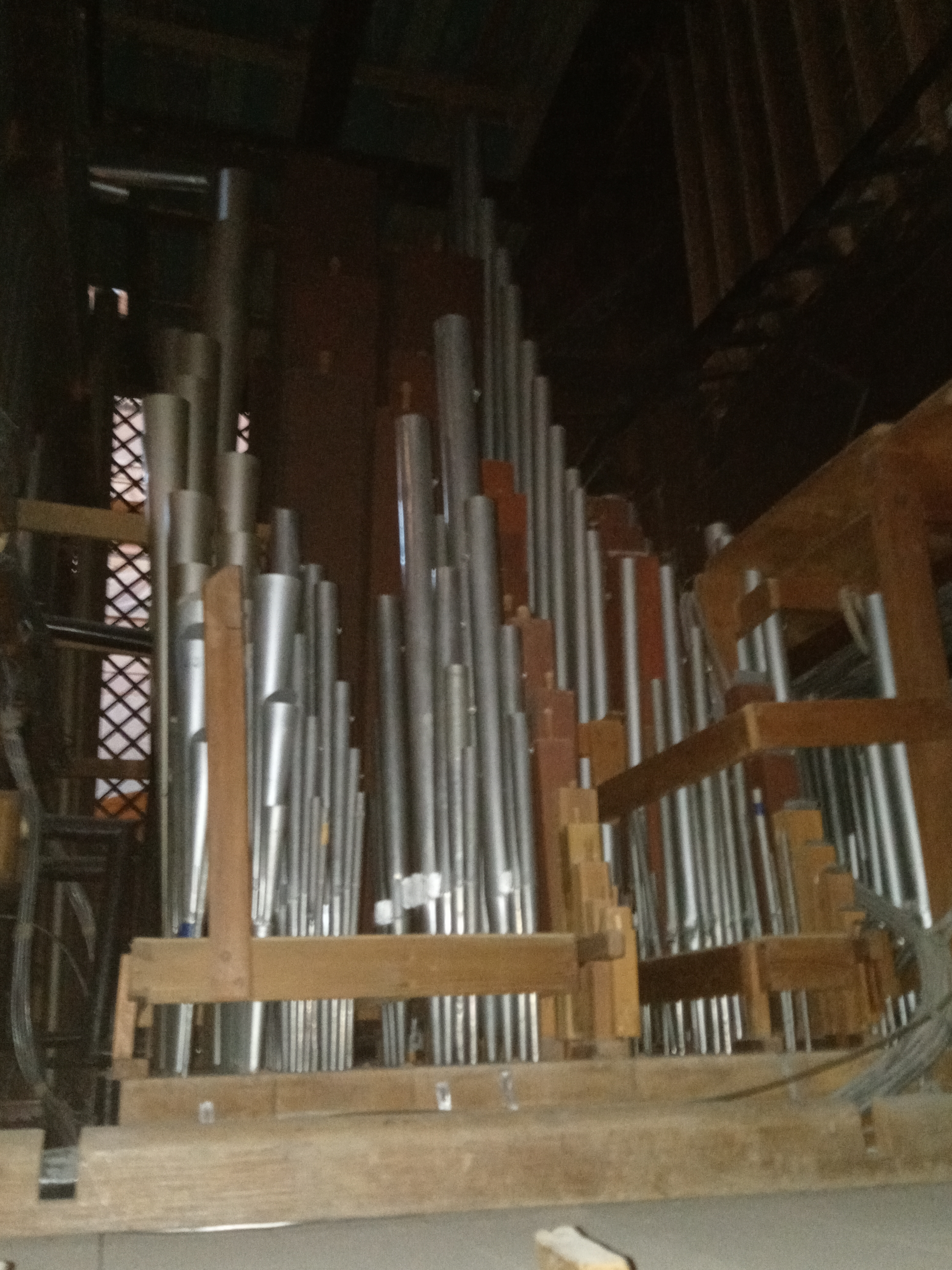
Sección de tubos del Gran Órgano (I).

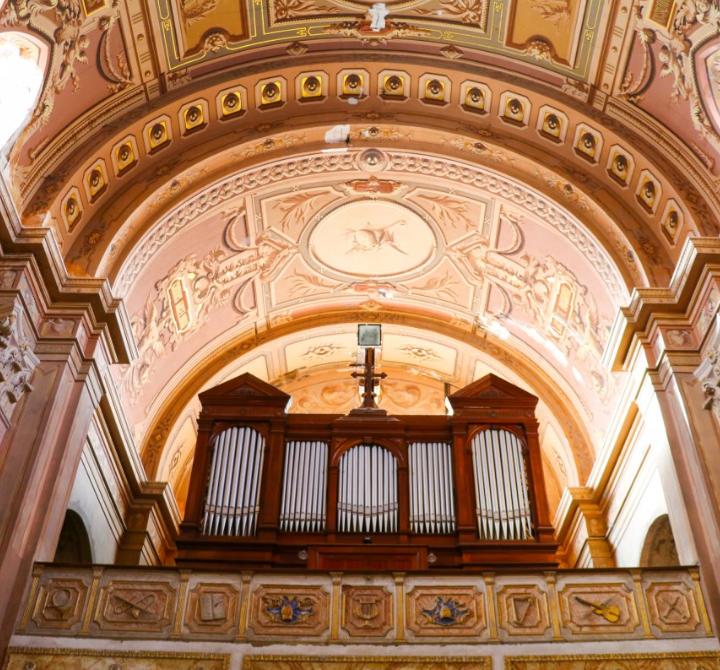
Fachada del órgano.

- Positivo: III al II

## Véase también

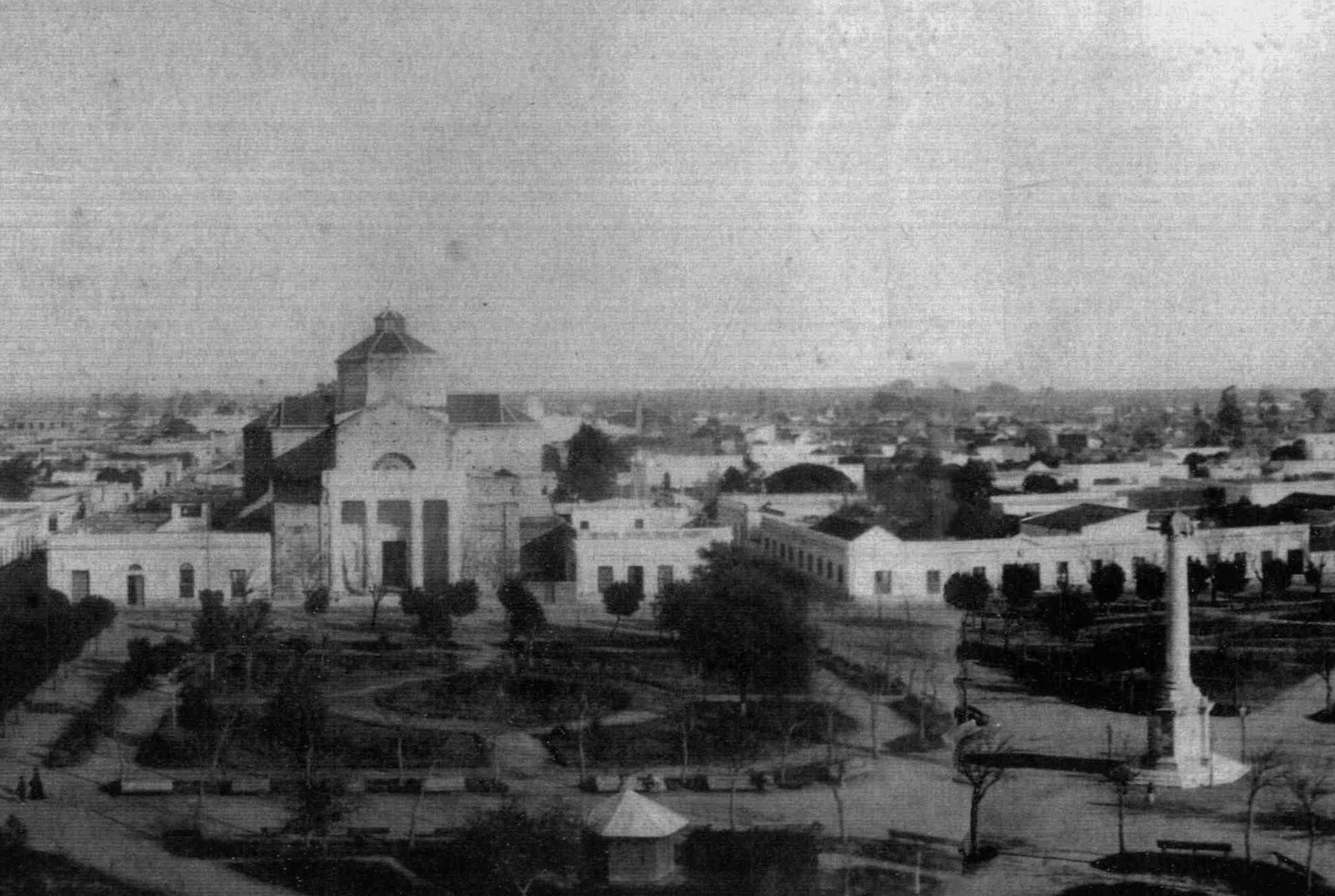
Vista de la iglesia y la ciudad hacia 1900.